# Laghi di Suviana e Brasimone
Laghi di Suviana e Brasimone este o arie protejată (arie specială de conservare — SAC, sit de importanță comunitară — SCI) din Italia întinsă pe o suprafață de 1.902 ha, integral pe uscat.

## Localizare
Centrul sitului Laghi di Suviana e Brasimone este situat la coordonatele 44°06′47″N 11°05′18″E / 44.113056°N 11.088333°E.

## Înființare
Situl Laghi di Suviana e Brasimone a fost declarat sit de importanță comunitară în iulie 2002 pentru a proteja 28 de specii de animale. Situl a fost protejat și ca arie specială de conservare în martie 2019.

## Biodiversitate
Situată în ecoregiunea continentală, aria protejată conține 18 habitate naturale: Păduri de fag din Apenini cu Taxus și Ilex, Păduri aluvionare cu Alnus glutinosa și Fraxinus excelsior (Alno-Padion, Alnion incanae, Salicion albae), Păduri de Castanea sativa, Pajiști uscate europene, Ape puternic oligomezotrofe cu vegetație bentonică cu Chara spp., Mlaștini alcaline, Izvoare petrifiante cu formare de travertin (Cratoneurion), Pante stâncoase silicioase cu vegetație casmofită, Râuri de munte și vegetația lor lemnoasă cu Salix elaeagnos, Liziere de ierburi înalte hidrofile de câmpie și de nivel montan până la alpin, Pajiști cu Molinia pe soluri calcaroase, turboase sau argilos-nămoloase (Molinion caeruleae), Roci stâncoase cu vegetație pionieră de Sedo-Scleranthion sau Sedo albi-Veronicion dillenii, Păduri de fag Asperulo-Fagetum, Peșteri inaccesibile publicului, Formațiuni de Juniperus communis pe lande sau pajiști calcaroase, Fânețe de joasă altitudine (Alopecurus pratensis, Sanguisorba officinalis), Pajiști uscate seminaturale și facies de acoperire cu tufișuri pe substraturi calcaroase (Festuco-Brometalia) (* situri importante pentru orhidee), Galerii de Salix alba și de Populus alba.
La baza desemnării sitului se află mai multe specii protejate:
- păsări (14): ciocârlie-de-câmp (Alauda arvensis), pescăruș albastru (Alcedo atthis), acvilă de munte (Aquila chrysaetos), caprimulg (Caprimulgus europaeus), erete vânăt (Circus cyaneus), prepeliță (Coturnix coturnix), cuc (Cuculus canorus), lăstun de casă (Delichon urbicum), șoim călător (Falco peregrinus), sfrâncioc roșiatic (Lanius collurio), ciocârlie de pădure (Lullula arborea), viespar (Pernis apivorus), turturică (Streptopelia turtur), sturz-cântător (Turdus philomelos)
- amfibieni (2): Salamandrina terdigitata, Triturus carnifex
- mamifere (4): lupul (Canis lupus), liliac cărămiziu (Myotis emarginatus), liliacul mare cu potcoavă (Rhinolophus ferrumequinum), liliacul mic cu potcoavă (Rhinolophus hipposideros)
- nevertebrate (5): Austropotamobius pallipes, croitorul mare al stejarului (Cerambyx cerdo), fluturele de noapte (Eriogaster catax), rădașcă (Lucanus cervus), Osmoderma eremita
- pești (3): Barbus plebejus, zglăvoacă (Cottus gobio), Telestes muticellus

Pe lângă speciile protejate, pe teritoriul sitului au mai fost identificate 55 de specii de plante, 5 specii de amfibieni, 8 specii de mamifere, 3 specii de nevertebrate, 3 specii de reptile.